# Championnat du monde féminin de handball 1957
Navigation
Roumanie 1962
Le 1er championnat du monde féminin de handball  s'est déroulé en Yougoslavie du 13 au 20 juillet 1957. Bien qu'il s'agisse d'un championnat du monde, seules des équipes européennes participent à cette première édition. De plus, s'il est disputé en plein air, il s'agit bien de la première édition de la compétition avec des équipes de sept joueuses et se distingue donc des précédents Championnats du monde de handball à onze.
8000 spectateurs assistent à la finale entre la Tchécoslovaquie et la Hongrie, pour une victoire 7 buts à 1 des Tchécoslovaques.

## Tour préliminaire
Les deux premiers de chaque groupe disputent les places de 1 à 6, les autres les places de 7 à 9.

### Groupe A
|   | Équipe   | Pts | J | G | N | P | Bp | Bc | Diff |
| - | -------- | --- | - | - | - | - | -- | -- | ---- |
| 1 | Danemark | 4   | 2 | 2 | 0 | 0 | 15 | 5  | 10   |
| 2 | Autriche | 2   | 2 | 1 | 0 | 1 | 7  | 10 | -3   |
| 3 | Roumanie | 0   | 2 | 0 | 0 | 2 | 2  | 9  | -7   |

| Équipe 1 | Score | Équipe 2 |
| -------- | ----- | -------- |
| Autriche | 3 – 1 | Roumanie |
| Danemark | 6 – 1 | Roumanie |
| Danemark | 9 – 4 | Autriche |

### Groupe B
|   | Équipe          | Pts | J | G | N | P | Bp | Bc | Diff |
| - | --------------- | --- | - | - | - | - | -- | -- | ---- |
| 1 | Tchécoslovaquie | 4   | 2 | 2 | 0 | 0 | 13 | 8  | 5    |
| 2 | Hongrie         | 2   | 2 | 1 | 0 | 1 | 13 | 10 | 3    |
| 3 | Suède           | 0   | 2 | 0 | 0 | 2 | 6  | 14 | -8   |

| Équipe 1        | Score | Équipe 2 |
| --------------- | ----- | -------- |
| Hongrie         | 9 – 2 | Suède    |
| Tchécoslovaquie | 8 – 4 | Hongrie  |
| Tchécoslovaquie | 5 – 4 | Suède    |

### Groupe C
|   | Équipe               | Pts | J | G | N | P | Bp | Bc | Diff |
| - | -------------------- | --- | - | - | - | - | -- | -- | ---- |
| 1 | Yougoslavie          | 4   | 2 | 2 | 0 | 0 | 18 | 9  | 9    |
| 2 | Allemagne de l'Ouest | 2   | 2 | 1 | 0 | 1 | 13 | 11 | 2    |
| 3 | Pologne              | 0   | 2 | 0 | 0 | 2 | 7  | 18 | -11  |

| Équipe 1             | Score  | Équipe 2             |
| -------------------- | ------ | -------------------- |
| Yougoslavie          | 11 – 3 | Pologne              |
| Allemagne de l'Ouest | 7 – 4  | Pologne              |
| Yougoslavie          | 7 – 6  | Allemagne de l'Ouest |

## Tour principal

### Groupe de classement 7 à 9
|   | Équipe   | Pts | J | G | N | P | Bp | Bc | Diff |
| - | -------- | --- | - | - | - | - | -- | -- | ---- |
| 7 | Pologne  | 4   | 2 | 2 | 0 | 0 | 7  | 1  | 6    |
| 8 | Suède    | 2   | 2 | 1 | 0 | 1 | 3  | 5  | -2   |
| 9 | Roumanie | 0   | 2 | 0 | 0 | 2 | 1  | 5  | -4   |

| Équipe 1 | Score | Équipe 2 |
| -------- | ----- | -------- |
| Pologne  | 4 – 1 | Suède    |
| Suède    | 2 – 1 | Roumanie |
| Pologne  | 3 – 0 | Roumanie |

### Groupe I
|   | Équipe      | Pts | J | G | N | P | Bp | Bc | Diff |
| - | ----------- | --- | - | - | - | - | -- | -- | ---- |
| 1 | Hongrie     | 3   | 2 | 1 | 1 | 0 | 15 | 9  | 6    |
| 2 | Yougoslavie | 2   | 2 | 1 | 0 | 1 | 14 | 17 | -3   |
| 3 | Danemark    | 1   | 2 | 0 | 1 | 1 | 12 | 15 | -3   |

| Équipe 1    | Score  | Équipe 2    |
| ----------- | ------ | ----------- |
| Hongrie     | 10 – 4 | Yougoslavie |
| Hongrie     | 5 – 5  | Danemark    |
| Yougoslavie | 10 – 7 | Danemark    |

### Groupe II
|   | Équipe               | Pts | J | G | N | P | Bp | Bc | Diff |
| - | -------------------- | --- | - | - | - | - | -- | -- | ---- |
| 1 | Tchécoslovaquie      | 4   | 2 | 2 | 0 | 0 | 22 | 7  | 15   |
| 2 | Allemagne de l'Ouest | 2   | 2 | 1 | 0 | 1 | 14 | 18 | -4   |
| 3 | Autriche             | 0   | 2 | 0 | 0 | 2 | 11 | 22 | -11  |

| Équipe 1             | Score  | Équipe 2             |
| -------------------- | ------ | -------------------- |
| Allemagne de l'Ouest | 10 – 8 | Autriche             |
| Tchécoslovaquie      | 12 – 3 | Autriche             |
| Tchécoslovaquie      | 10 – 4 | Allemagne de l'Ouest |

## Match de classement et finales
Ces matchs opposent les équipes placées au même rang lors du tour principal et se sont déroulés le 20 juillet 1957 à Belgrade :
| Match                  | Équipe 1        | Score  | Équipe 2             |
| ---------------------- | --------------- | ------ | -------------------- |
| Finale                 | Tchécoslovaquie | 7 – 1  | Hongrie              |
| Match pour la 3e place | Yougoslavie     | 9 – 6  | Allemagne de l'Ouest |
| Match pour la 5e place | Danemark        | 10 – 6 | Autriche             |

Elles opposent les équipes placées au même rang lors du tour principal.

## Classement final
| Rang                      | Nation               | J | G | N | P | BP | BC | Diff |  |
| ------------------------- | -------------------- | - | - | - | - | -- | -- | ---- |  |
| Médaille d'or, monde      | Tchécoslovaquie      | 5 | 5 | 0 | 0 | 42 | 16 | +26  |  |
| Médaille d'argent, monde  | Hongrie              | 5 | 2 | 1 | 2 | 29 | 26 | +3   |  |
| Médaille de bronze, monde | Yougoslavie          | 5 | 4 | 0 | 1 | 41 | 32 | +9   |  |
| 4                         | Allemagne de l'Ouest | 5 | 2 | 0 | 3 | 33 | 38 | –5   |  |
| 5                         | Danemark             | 5 | 3 | 1 | 1 | 37 | 26 | +11  |  |
| 6                         | Autriche             | 5 | 1 | 0 | 4 | 24 | 42 | –18  |  |
|                           |                      |   |   |   |   |    |    |      |  |
| 7                         | Pologne              | 4 | 2 | 0 | 2 | 14 | 19 | –5   |  |
| 8                         | Suède                | 4 | 1 | 0 | 3 | 9  | 19 | –10  |  |
| 9                         | Roumanie             | 4 | 0 | 0 | 4 | 3  | 14 | –11  |  |

## Statistiques individuelles
| Rang | Joueuse         | Équipe          | Buts |
| ---- | --------------- | --------------- | ---- |
| 1    | Pavla Bartáková | Tchécoslovaquie | 11   |
| 2    | ...             | ...             | ...  |

## Effectif des équipes sur le podium

### Championne du monde:Tchécoslovaquie
L'effectif de la Tchécoslovaquie au championnat du monde 1957 est :
- Anna Čápová (Ríšová)
- Věra Aschenbrenerová
- Vlasta Čiháková
- Jana Housková
- Stanislava Kučerová
- Květa Marzinová
- Květa Janečková
- Pavla Bartáková
- Věra Dvořáková
- Blanka Kotlínová
- Jana Maléřová
- Veronika Schmidtová (Ilavská).
- Alena Dlouhá (Hodesová)
- Libuše Famfulíková (Kvasničková)

Entraîneurs
- Karel Hošťalek
- Ladislav Gross

### Vice-championne du monde:Hongrie
L'effectif de la Hongrie au championnat du monde 1957 est :
- Éva Arany
- Zsusza Béres
- Borbála Cselőtey
- Árpádné Csicsmányi
- Imréné Eger
- Ferencné Geszti
- Gyuláné Hanzmann
- Magda Jóna
- Magda Kiss
- Lídia Simonek
- Éva Szendi
- Mária Vályi
- Erika Weser

Entraîneur
- Bódog Török

### Troisième place:Yougoslavie
L'effectif de la Yougoslavie au championnat du monde 1957 est :
- Nada Vučković
- Ana Evetović
- Jelena Genčić
- Magda Hegedüš
- Ladislava Horak
- Vukosava Lukin
- Nevenka Ljubić
- Branka Mihalić
- Vlasta Nikler
- Marija Sabljak
- Ankica Ostrun
- Nada Rukavina
- Katarina Tičić Hosi
- Erika Toth

Entraîneurs
- Marijan Flander
- Vilim Tičić